# Campanula crassipes
Campanula crassipes är en klockväxtart som beskrevs av János Johann A. Heuffel. Campanula crassipes ingår i släktet blåklockor, och familjen klockväxter. Inga underarter finns listade i Catalogue of Life.